# Arrondissement de Tenghory
L'arrondissement de Tenghory est un arrondissement du Sénégal, situé dans le département de Bignona, une subdivision de la région de Ziguinchor dans la région historique de Casamance dans le sud du pays.
Il est situé à l'est du département de Bignona et est composé de 4 communautés rurales :[réf. nécessaire]
| Coubalan CR | Niamone CR |
| --- | --- |
| 13 villages : - Boulindieng - Boureck - Boutolatte - Carrefour Djilacoune ? - Coubalan - Coubanao - Diemecounda ? - Dioubour - Djiguinoume - Djilacoune - Djining ? - Fangoumé ? - Fintiock - Hatioune - Kafaye ? - Karamba - Mandouar I - Medina Yacine Ba ? - Niandane - Tapilane | 10 villages : - Baghagha - Colomba N - Diagobel - Diandialate - Diengue - Gérina - Kandiou - Niamone - Tabi - Tobor |

| Ouonck CR | Tenghory CR |
| --- | --- |
| 24 villages : - Babatte - Balenkine-Sud - Bouhinor - Boulendor - Bouyal - Congoly - Diagno - Diagour - Djikoutang - Djinoubor O - Djiringoumane - Ghamoune - Kigninding - Mandouard II - Ndiagne - Ndiéba - Oufoulo - Ouonck - Santack - Sindialong - Souda - Togho | 34 villages : - Badiouré - Bani - Bindago - Boutolate - Diakine - Diarone - Diourou - Djilonding - Djimakakor - Djiticoubong - Djiwa - Edjilaye - Falméré - Francounda - Ghoniame - Kafesse - Kassila - Khaoudiou - Koutenghor - Mangoulène centre - Mangoulène Dioga - Mangoulène Nialor - Mangoulène Oubème - Niassarang - Ousseuk - Petit Koulaye - Piran - Sandougou - Soutou - Takème - Tao - Tendième - Tendimane - Tenghory - Tenghory Transgambienne - Thiangouth |